# Гравитационна вълна
Гравитационна вълна е термин във физиката, който представлява периодична промяна в кривината на пространство-времето, разпространяваща се като вълна, породена от силите на гравитационно привличане между масивни тела, движещи се с ускорение и водещо до промени в гравитационното поле.
За първи път предположение за съществуването на гравитационните вълни е изказано от Анри Поанкаре през 1905 г. по силата на аналогия с електромагнетизма. Идеята намира малко по-късно свое развитие и конкретизация в трудове на Алберт Айнщайн. Потвърдена е едва в края на 2015 г. от учени, работещи с данни от обсерваторията LIGO в САЩ.

## Същност
Уравненията на Алберт Айнщайн имат решения представляващи вълни, които описват деформации на пространство-времето, разпространяващи се със скоростта на светлината. Слабата (линейната) гравитационна вълна е напречна вълна с два компонента, или има две поляризации.
Аналогията с електромагните явления, отбелязана още през 19в., е уточнена от Анри Поанкаре, който изтъква ролята на Лоренцовите трансформациии и изказва преположението за наличие на „гравитични вълни“ (ondes gravifiques)
През 1916 г. Айнщайн посочва естественото им място в своята Обща теория на относителността.

## Генериране на гравитационни вълни
Всяка движеща се с ускорение маса или тяло е източник на гравитационни вълни. Силни гравитационни вълни се получават при гигантски маси и/или огромни ускорения. Амплитудата на вълната е пропорционална на масата и нейното ускорение, тоест, ~ma. Обаче, за да се придаде ускорение на даден обект, на него трябва да му действа с някаква сила друг обект. Този друг обект, според 3-тия закон на Нютон, изпитва обратното въздействие. Следователно:
- m1a1 = – m2a2.

Излиза, че гравитационни вълни не може да се излъчват от единичен обект, а винаги от двойка обекти. И поради интерференцията между тези две вълни те в значителна степен се погасяват.
Най-силните източници на гравитационни вълни са:
- Сблъскващи се галактики – масите са гигантски, но ускоренията – умерени.
- гравитационен колапс на двойна система от компактни обекти – огромни ускорения при значителна маса

## Регистриране на гравитационните вълни
Регистрирането на гравитационните вълни е твърде трудно поради тяхната малка амплитуда. Опити за приемане на гравитационни вълни се правят от 70-те години на XX век. За първи път са засечени успешно на 14 септември 2015 г. от гравитационната обсерватория LIGO (Laser Interferometric Gravitational Observatory-Лазерна интерферометрична гравитационна обсерватория) в двете гравитационни антени на експеримента в Ливингстън, щата Луизиана, САЩ (30°33′46.42″ с. ш. 90°46′27.27″ з. д. / 30.562894° с. ш. 90.774242° з. д.) и Ханфорд, щата Вашингтон, САЩ (46°27′18.52″ с. ш. 119°24′27.56″ з. д. / 46.455144° с. ш. 119.407656° з. д.). Техен източник е сливането на двойка въртящи се една около друга черни дупки с маси съответно 29 и 36 пъти масата на Слънцето, които образуват обща черна дупка с маса 62 пъти масата на Слънцето, а разликата от сумата на масите си излъчват като енергия в пространството. Новината за откритието е публикувана официално в научното списание Physical Review Letters шест месеца по-късно – на 11 февруари 2016 г.
По стечение на обстоятелствата това е и първото пряко доказателство за съществуването на черни дупки въобще, за съществуването им в двойки и за това, че могат да се сблъскват и сливат.

## Влияние
Когато гравитационната вълна минава през определена точка в пространството се наблюдава ефекта на деформация. Разстоянията между обектите се увеличават и намаляват ритмично с честота отговаряща на честотата на вълната. Амплитудата на този ефект намалява обратнопропорционално на разстоянието до източника. Съществуват много обекти, за които се предполага, че са мощни източници на гравитационни вълни поради огромната им маса и бързата промяна на ускорението им. Въпреки това, поради астрономическите разстояния до подобни източници, ефекта който се измерва на Земята е изключително слаб и труден за детекция.
Гравитационните вълни навлизат в места от пространството, където електромагнитните вълни не могат. Очаква се, чрез тях да можем да получим повече информация за черните дупки и други интересни обекти в далечната вселена, които не могат да бъдат наблюдавани чрез оптични и радио телескопи. Точни изчисления на гравитационните вълни ще позволи на учените да тестват по-обстойно общата теория на относителността.
Чрез изучаването на тези вълни, учените ще са способни да установят какво се е случило при всяко по-необичайно събитие във вселената. Стивън Хокинг и Уорнър Израел са определили честотите които могат достатъчно добре да бъдат засечени: от 10−7 Hz до 1011 Hz